# Carlos Cortés Vargas
Carlos Cortés Vargas (1883-1954) fue un militar colombiano. 
Dirigió a la Policía Nacional de Colombia en 1929, y llegó a alcanzar el rango de General.
Es conocido principalmente por haber participado activamente en la Masacre de las Bananeras, evento en el que el gobierno de Miguel Abadía Méndez ordenó sofocar una huelga de trabajadores de la United Fruit Company, ocurrida entre el 6 y el 7 de noviembre de 1928.

## Biografía
Carlos Cortés Vargas nació en 1883, en el hogar de Pantaleón Cortés Sarmiento.

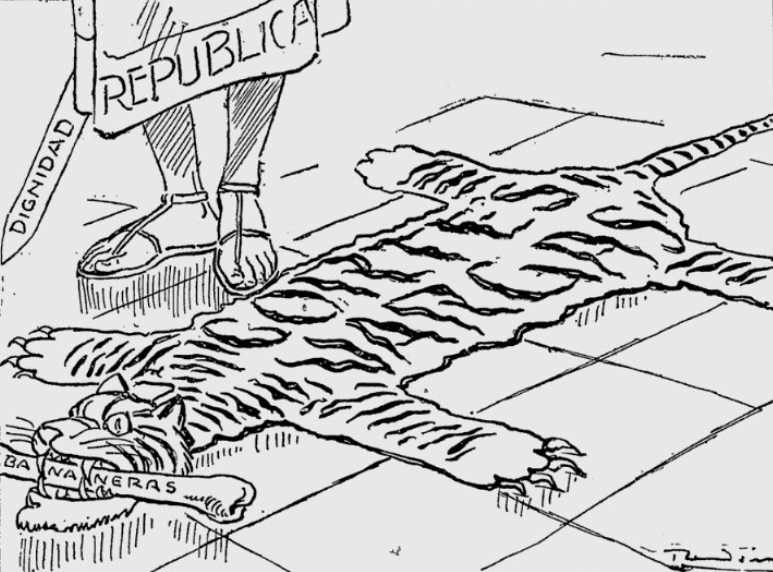
Carlos Cortés Vargas en una caricatura de Ricardo Rendón.

### Masacre de las Bananeras
Carlos Cortés Vargas, que en su momento se desempeñaba como comandante de las fuerzas del Magdalena, fue responsabilizado inicialmente por la muerte de 47 personas, pero el número exacto de muertes probablemente nunca se conozca. Investigaciones posteriores han estimado las muertes entre un rango de 47 a 2000 muertos. Según telegramas y otras pruebas el presidente de la república Miguel Abadía Méndez apoyó y dio el visto bueno para ejecutar la masacre y la posterior desaparición de los cuerpos llevándolos en tren para ser arrojados al mar.
El general Carlos Cortés Vargas argumentó posteriormente que lo había hecho, entre otros motivos, porque tenía información de que barcos estadounidenses estaban cerca a las costas colombianas listos a desembarcar tropas para defender al personal estadounidense y los intereses de la United Fruit Company, y que de no haber dado la orden Estados Unidos habría invadido tierras colombianas. Esta posición fue fuertemente criticada en el Senado, en especial por Jorge Eliécer Gaitán quien aseguraba que esas mismas balas debían haber sido utilizadas para detener al invasor extranjero.

### Director de la Policía (1929)
Esta masacre no le generó, sin embargo, ninguna responsabilidad penal ni política a Cortés Vargas. De hecho, el ministro de Guerra de la época lo nombró Director de la Policía Nacional de Colombia, ocupando el cargo desde el 7 de abril de 1929.
El 9 de junio de 1929, con ocasión de una protesta callejera estudiantil en Bogotá, fue asesinado por la policía el estudiante Gonzalo Bravo Pérez, hijo del industrial nariñense Julio Bravo, quien era además sobrino de un Magistrado amigo personal del presidente Miguel Abadía Méndez. Bravo era un militante activo del movimiento conservador de inspiración fascista conocido como Los Leopardos. El homicidio del joven (primera víctima estudiantil en Colombia) obligó a Rengifo y a Cortés Vargas a renunciar a sus respectivos cargos. Cortés abandonó su cargo el 10 de junio de ese año.